# Happy Couples Never Last Records
Happy Couples Never Last Records to amerykańska niezależna wytwórnia płytowa z Indianapolis. Zajmuje się szeroko pojętą muzyką punk. W wytwórni powstało do tej pory blisko czterdzieści albumów. Większość z nich to splity.
HCNL wydało także kompilację zatytułowaną Relics of Ordinary Life, na której znalazły się utwory wielu zespołów screamo, m.in. Usurp Synapse, Hassan I Sabbah, The Suicide Note.

## Obecne zespoły
- About the Fire
- Advocate
- Angelville
- Breather Resist
- The Dream Is Dead
- The Dropscience
- Harkonen
- Majhas
- Premonitions of War
- Phoenix Bodies
- Racebannon
- Tamora

## Dawne zespoły
- Anodyne
- Arma Angelus
- Better Off Dead
- The Drago Miette
- Lefty's Deceiver
- Eclipse of Eden
- Emotion Zero
- Find Him and Kill Him
- Ice Nine
- Love Lost but Not Forgotten
- Mara'akate
- Pageninetynine
- The Plot to Blow Up the Eiffel Tower
- Shakespace
- Three in the Attic
- Usurp Synapse
- Vinyl Star
- The Warmth